# Chickee

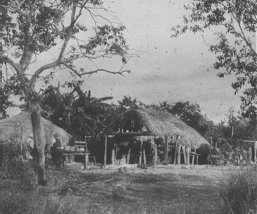
Un campament indi amb un chickee per dormir, un chickee per cuinar, i un chickee per menjar

Chikee o chickee ("casa" en muskogi i mikasuki parlat per Seminola i miccosukee) és un refugi aguantat per pals amb un pis elevat, sostre de palla i els costats oberts. Els chickees també són coneguts com a cabanes chickee, palafits, o habitatges de plataforma.
L'estil de l'arquitectura chickee, consistent en una coberta de palla d'arecàcia sobre una estructura de fusta de xiprer dels pantans, fou adoptada pels seminoles durant la Segona (1835-1842) i Tercera (1855-1858) Guerres Seminola quan les tropes dels Estats Units els van empènyer més profundament en territori Everglades i els seus voltants. Abans de la Segona Guerra Seminola, els seminoles havien viscut en cabanes de fusta. Estructures similars foren usades per les tribus del sud de Florida quan els primers espanyols arribaren en el segle xvi. Cada chickee tenia el seu propi propòsit i junts s'organitzaven dins d'una comunitat de tipus campament. Els chickees s'utilitzaven per cuinar, dormir i menjar.

## Ús modern

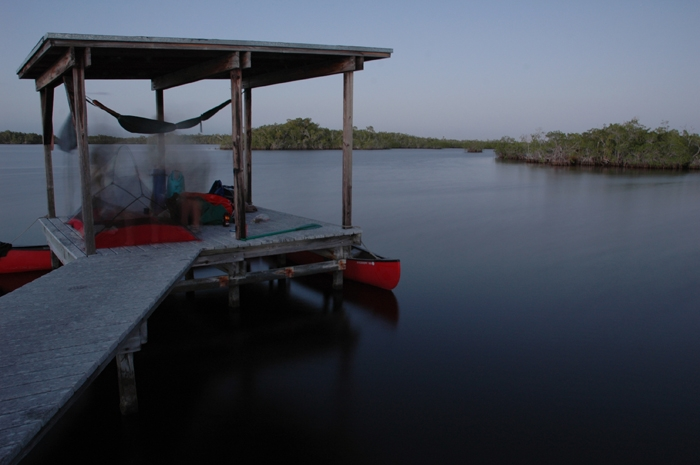
Campistes munten tendes en un chickee al Parc Nacional Everglades

Els chickees encara s'usen a les viles ameríndies dels Miccosukee als Everglades. Algunes cases de luxe al sud de Florida compten amb edificis d'inspiració chickee com a jardí o estructures al costat de la piscina. Alguns restaurants a Florida segueixen utilitzant aquest disseny exòtic per atreure visitants.
Els chickees també s'utilitzen en àrees fora de pista del Parc Nacional Everglades on els manglars o els grans cossos d'aigua eviten acampar en terra ferma. Fet i mantingut principalment pels campistes fora de pista, aquestes estructures de fusta s'alcen diversos metres per sobre de l'aigua i en general tenen capacitat per quatre o cinc campistes. Aquestes estructures tenen banys portàtils. Alguns "dobles chickees" estan units per una passarel·la i tenen capacitat per a vuit o deu persones.
Hi havia al voltant de vuit a deu chickees en un llogaret. Els chickees són molt útils, especialment en la pluja. Estructures similars, que no fan referència als chickees, són presents més al nord, al Refugi Nacional de Vida Silvestre Okefenokee al sud de Geòrgia.